# Хрватски преплет
Хрватски преплет или хрватски вотл, познат као плетер или троплет на хрватском, је врста преплета, најкарактеристичнија по узорку од три-траке. Један је од најчешће коришћених обрасци предроманичке хрватске уметности. Налази се на и унутар црквама, као и манастира подигнутих у раносредњовековној Краљевини Хрватској између 9. и почетка 12. века. Орнаменталне жице су понекад биле груписане заједно са животињским и биљним фигурама.
Најрепрезентативнији примери натписа украшених преплетом су Башкчанска плоча, крстионица хрватског кнеза Вишеслава и Бранимиров натпис. Други значајни примери налазе се у близини Книна, у Ждрапању и Жавићу код насеља Брибир, Рижиницама код Солина и у Сплиту и Задру.
Хрватска има цивилно и војно одликовање под називом Орден Хрватског Преплета.
Мотиви ових плетеница преузети су из античке уметности (таласи, тропругасти гајтани, пентаграми, мреже ромбоа...), али док су у антици ови орнаменти служили само као оквир, у предроманици испуњавају целу површину. Количина, али и надалеко познат квалитет материјала и резбарења споменика предроманичке скулптуралне пронађених на источној обали Јадрана доказује снажну грађевинску и клесарску активност великог броја занатлија и радионица. За разлику од хиљада фрагмента тканих рељефа у Далмацији, на северу су пронађена само два: један у Лобору и један код Илока.

## Плетерни Крст
Током 8. века, папа је Хрватској доделио свој идиосинкратични крст заснован на хрватском преплету. Обично је познат као плетер крст. Симбол се и данас веома користи и обожава у Хрватској јер представља и хришћанство и хрватску културу.

## Галерија
Пример: 
- Натпис војводе Бранимира
- Натпис краља Стефана Држислава
- Фонт из 11. века (највероватније приказ Звонимира)
- Башчанска плоћа
- Хрватски преплет у застави марионетске Независне Државе Хрватске којом владају фашистичке усташе.
- Хрватски преплет који граничи са печатом начелника генералштаба Оружаних снага Хрватске.
- Хрватски преплет на Крсту на ушћу Вуке у Дунав у Вуковару